# Wysoka (powiat oleski)
Wysoka (niem. Wyssoka, 1936-1945 Lindenhöhe O.S.) – wieś w Polsce położona w województwie opolskim, w powiecie oleskim, w gminie Olesno.
W latach 1945–54 siedziba gminy Wysoka. W latach 1975–1998 miejscowość należała administracyjnie do województwa częstochowskiego.
W 1936 roku hitlerowska administracja III Rzeszy, chcąc zatrzeć słowiańskie pochodzenie nazwy wsi, przemianowały ją ze zgermanizowanej na nową, całkowicie niemiecką nazwę Lindenhöhe O.S.